# Фюзен

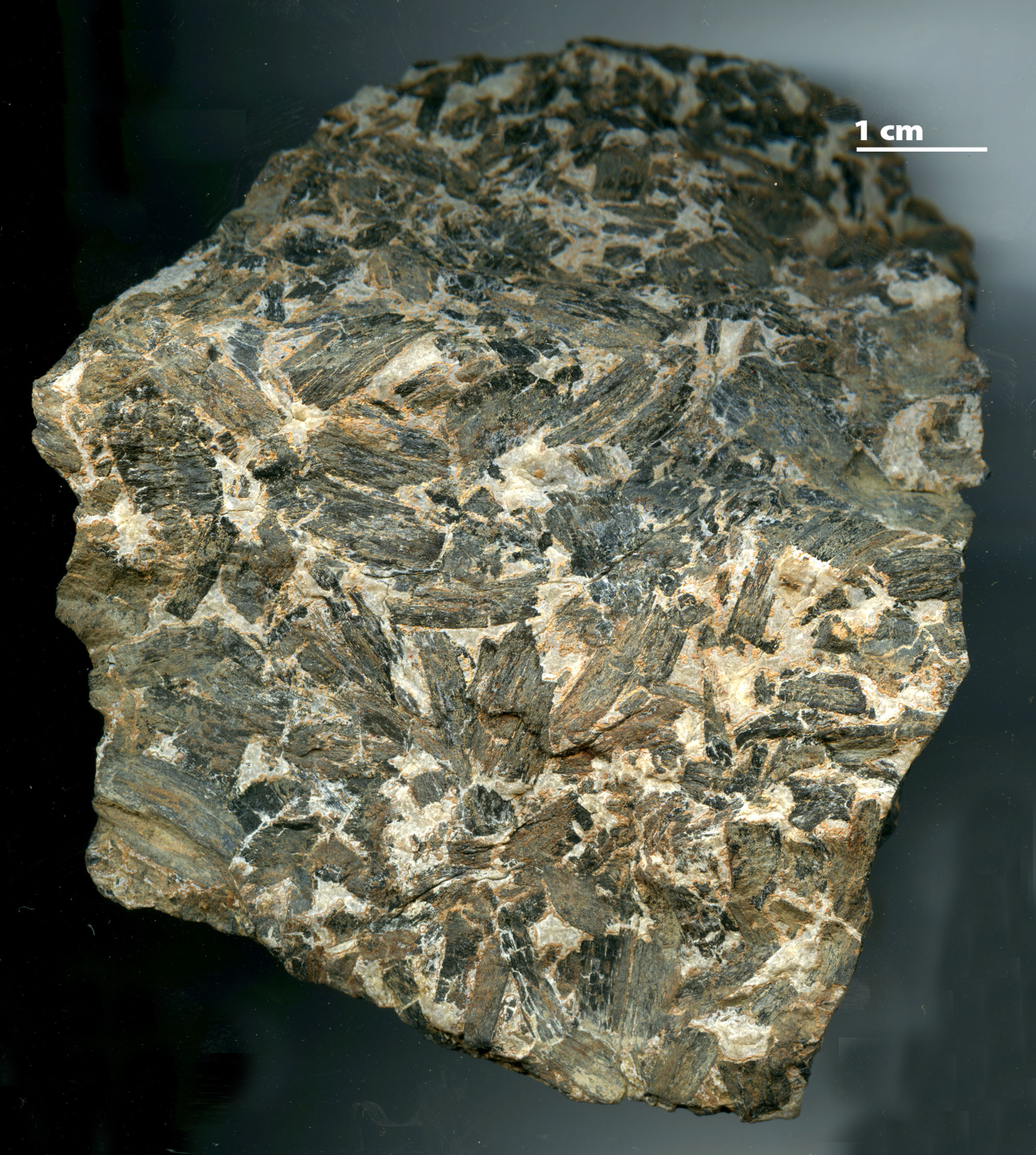
Приклад фюзену, скам’янілого деревного вугілля, знайденого на відвалі підземної вугільної шахти в окрузі Гранді, штат Іллінойс, США

Фюзен (англ. fusain, нім. Füsen m, Fusain m) — літогенетичний тип вугілля, мінеральне деревне вугілля. Петрографічний інґредієнт, сажистий літотип гумусового вугілля, складений мацералами групи інертиніту, зцементованого невеликою кількістю вітриніту.

## Походження і залягання
Утворився з рослинних залишків внаслідок їх дегідратації та обвуглення.
Залягання. Звичайно утворює у вугільних пластах лінзи (рідше — гнізда) і примазки по площинах нашарування потужністю 0,4-1 мм, рідко до 1 см, але на деяких родов. складає шари значної потужності. Лінзи фюзену локалізуються в певних горизонтах пласта («вогненні горизонти»). В пластах, які особливо багаті на фюзен, зустрічаються шари потужністю до 20 см і завдовжки декілька метрів. В більшості різновидів вугілля фюзен відіграє лише другорядну роль.
Рідше зустрічається різновид твердого фюзену, який складається з твердого фузиту, містить мінеральні домішки, що можна побачити під мікроскопом. М'який фюзен складається з м'якого фузиту з незаповненими порожнинами клітин. Звичайно фюзен зустрічається в пласті у формі лінз завтовшки декілька міліметрів і завдовжки кілька сантиметрів.

## Властивості
Колір чорний або сіро-чорний, матовий, будова однорідна, часто волокниста речовина, блиск шовковистий. Пористий, м'який і крихкий, нагадує вугілля деревне. Настільки м'який і пухкий, що при дотику забруднює руки. Пористий, іноді мінералізований. Характерний підвищений вміст вуглецю, знижений вихід летких речовин.
Технологічні властивості. Не спікається, знижує коксівність вугілля.
Фюзен наділений шовковистим блиском, чорним кольором, часто дещо волокнистий і звичайно настільки м'який і пухкий, що при дотику забруднює руки. Рідше зустрічається різновид твердого фюзену, який складається з твердого фузиту, містить мінеральні домішки, що можна побачити під мікроскопом. М'який фюзен складається з м'якого фузиту з незаповненими порожнинами клітин. Звичайно фюзен зустрічається в пласті у формі лінз завтовшки декілька міліметрів і завдовжки кілька сантиметрів. Лінзи фюзену локалізуються в певних горизонтах пласта («вогненні горизонти»). В пластах, які особливо багаті на фюзен, зустрічаються шари потужністю до 20 см і завдовжки декілька метрів. В більшості різновидів вугілля фюзен відіграє лише другорядну роль.